# Itinerario de la armada
Se conoce como Itinerario de la armada al libro escrito y basado en el itinerario que narra los acontecimientos de la expedición dirigida por el capitán Juan de Grijalva a la península de Yucatán, Tabasco y Veracruz en 1518. El nombre completo del libro es "Itinerario de la armada del rey católico a la isla de Yucatán, en la India, en el año 1518, en la que fue por comandante y capitán general Juan de Grijalva, escrito para Su Alteza por el capellán mayor de la dicha armada", la autoría se ha adjudicado a Juan Díaz, capellán de Grijalva, Hernán Cortés y Pedro de Alvarado.

## Origen del libro
Diego Velázquez de Cuéllar, gobernador de la isla de Cuba, llamada en esos años Fernandina, organizó y mandó tres expediciones al actual territorio de México. La primera en 1517 estuvo a cargo de Francisco Hernández de Córdoba a quién se le conoce como el "descubridor de Yucatán". Esta primera expedición fue bastante accidentada, pues los habitantes atacaron a los expedicionarios tres veces, en Ekab, Chakán Putum y en la península de la Florida. 
Velázquez organizó y envió en 1518 a Juan de Grijalva como capítán de la segunda expedición, en la cual Juan Díaz participó como capellán y escribió el itinerario del viaje. La expedición no tuvo el éxito esperado, pues no se establecieron villas o guarniciones.
Velázquez designó en 1519 a Hernán Cortés para la tercera expedición en la cual ambos participaron de los gastos, pronto tuvieron desavenencias, y Velázquez perdió el control de la expedición. La disputa entre Velázquez y Cortés tuvo que ser resuelta en las cortes de la península ibérica. Cortés envió como pruebas los "rescates" obtenidos por él mismo, así como sus "Cartas de relación". Por su parte, Velázquez envió como pruebas los "rescates" de Juan de Grijalva, y el "Itinerario de la armada". Previamente Benito Martín, clérigo y procurador del gobierno de Velázquez transformó el documento, Benito Martín también fue el mensajero de Velázquez.

## Ediciones
Tratando de apoyar a Velázquez, Benito Martín también realizó una campaña de difusión del "Itinerario de la armada" al llegar a la península ibérica.
En solo dos años, entre 1520 y 1522 se realizaron cinco ediciones, dos latinas, dos italianas y una alemana, cuyos títulos fueron:
- "Itinerario de l'armata del re catholico in India verso la Isola de Iuchathan del anno M.D.XVIII. Alla qual fu presidente & capitan generale Ioan de Grisalva: El qual e facto per il capellano maggior de dicta armata a sua Altezza" (1520), Venecia, apéndice que fue incluido en la obra "Itinerario de Ludovico de Varthema".
- Se reimprimió la obra en la casa Di Rusconi en 1522.
- "Provincias y regiones recientemente descubiertas en las Indias Occidentales en el último viaje" (1520), Valladolid.
- "Carta enviada desde la isla de Cuba, de India, en la cual se habla de ciudades, gente, y animales encontrados nuevamente en el año de 1519", en italiano.
- "De Nuper sub D.Carolo Repertis Insulis, simulatque Incolarum Moribus Enchiridion, dominae Margaritae divi Max (imiliani) Caes (aris) Dicatum" (1521), Basilea.
- "Nueva noticia del país que los españoles encontraron en el año de 1521 llamado Yucatán" (1522), texto alemán.

Benito Martín proporcionó una copia al escritor Gonzalo Fernández de Oviedo y Valdés, el cual incluyó en su obra "Historia general y natural de las Indias", la copia de la relación sin realizar las citas correspondientes.
Después de esta integración, el "Itinerario de la armada" no volvió a ser editado hasta el siglo XIX, en el idioma francés por Henri Ternaux-Compans, bajo el título de:
- "Voyages. Relations et Mémoires originaux pour servir à l'Histoire de la Découvert de l'Amerique, tomo X. Recueil de pièces relatives à la Conquète du Mexique". (1838) Arthur Bertrand, París.

Veinte años después Joaquín García Icazbalceta publicó una nueva edición, conocida como:
- "Itinerario de la armada", colección de documentos para la historia de México, publicada por Joaquín García Icazbalceta, (1858) Librería Andrade, pp 281-308.

Posteriormente el "Itinerario de la armada" ha sido incluido en:
- "Crónicas de la conquista", introducción, selección y notas por Agustín Yáñez. (1939) UNAM pp 19-39.
- "Itinerario de la armada" edición de Jore Gurría Lacroix (1972), ed. Juan Pablos, Colección Juan Pablos III, México, esta edición incluye introducción del editor, una copia facsimilar del escrito y la versión española de Joaquín García Icazbalceta.
- "The Discovery of New Spain in 1518 by Juan de Grijalva" (1942), introducción por Henry R. Wagner. The Cortes Society, Berkeley, California.
- "La conquista de Tenochtitlan" (2002) de la colección Crónicas de América, introducción de Germán Vázquez Chamorro, ed. Dastin, Madrid.

Un ejemplar de la edición contenida en la impresión italiana "Itinerario de Ludovico de Varthema", perteneció a Hernando Colón, el cual sirvió para la traducción al francés de 1838; dicho ejemplar se encuentra en la "Biblioteca Colombina de Sevilla".